# Adam Małyszschans
De Malinka of Adam Małyszschans is een skischans in de Poolse stad Wisła. De schans is met matten belegd zodat er ook in de zomer kan worden gesprongen.

## Geschiedenis
De eerste houten 40-meter schans werd in 1933 gebouwd. In 1954 volgde de eerste modernisering van de schans, na de ombouw van de schans vonden er Silezische kampioenschappen en internationale wedstrijden plaats. In 1970 werd de schans vergroot tot een schans met een calculatiepunt van 105 meter. Na deze verbouwing werden er opnieuw internationale wedstrijden met bekende namen georganiseerd.
Na vele wedstrijden verslechterde de landingsheuvel en moest zodoende vernieuwd worden. In 2003 werd besloten om de heuvel opnieuw op te bouwen en de schans om te bouwen. Een jaar later werd begonnen met de bouw van de nieuwe K120 schans. Er werden nieuwe wedstrijdgebouwen en een stadion met 2500 zitplaatsen gebouwd. Langs de landingshelling werden ook nieuwe plaatsen voor toeschouwers gebouwd. In 2006 liepen de werkzaamheden vertraging op door een aardverschuiving. De nieuwe schans werd in gebruik genomen tijdens de Poolse kampioenschappen in september 2008. Sinds 2009 worden er wedstrijden voor de Continental Cup georganiseerd. In januari 2013 vond er voor het eerste een wereldbekerwedstrijd plaats op de Malinka, bij deze gelegenheid bracht de Oostenrijker Stefan Kraft het schansrecord op 139 meter.
Sinds de zomer van 2010 maakt deze schans ook deel uit van de Grand Prix Schansspringen. Tijdens de Grand Prix schansspringen 2016 bracht Anders Fannemel het zomerrecord op 137,5 meter.